# Karl von der Heyden

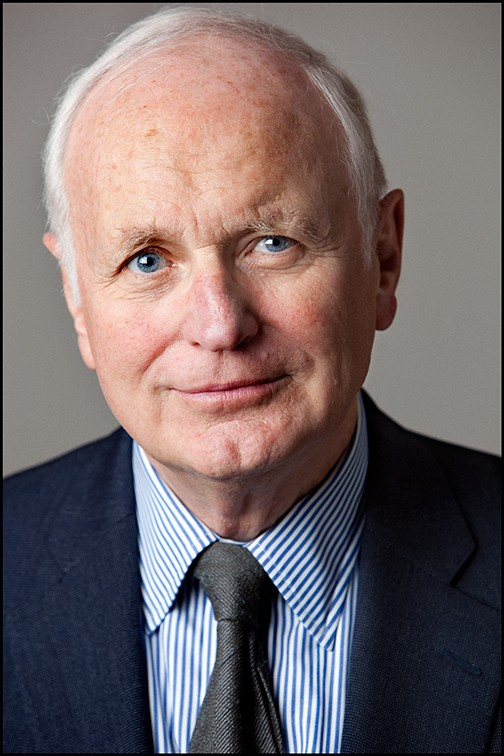
Karl von der Heyden

Karl von der Heyden (eigentlich: Ingolf Müller-von der Heyden; * 18. Juli 1936 in Berlin) war von 1996 bis 2001 stellvertretender Vorstandsvorsitzender von PepsiCo, für die er bereits von 1974 bis 1979 gearbeitet hatte. Zuvor war er für RJR Nabisco tätig.

## Leben
Karl von der Heyden wurde als Sohn des Diplomingenieurs Werner Müller-von der Heyden und dessen Frau Erika, geb. von der Heyden, in Berlin-Wilmersdorf geboren. Sein Vater war Ingenieur für Flugzeugdesign bei Junkers und später Chefingenieur bei der Deutschen Lufthansa. Er stammte aus einer Duisburger Industriellenfamilie, die in der Kohle- und Stahlindustrie tätig war, wuchs aber in Kauffung in Schlesien (heute: Wojcieszów, Polen) auf. Die Mutter stammte aus Hagen in Westfalen, wo ihr Vater Geschäftsführer der Heyda Werke war, die Papierprodukte herstellten. Nach einer Ausbildung bei der Berliner Bank studierte er an der Freien Universität Berlin und an der Duke University, wo er 1962 seinen ersten Abschluss machte. Anschließend absolvierte er das MBA-Programm der Wharton School der University of Pennsylvania in 1964. Er begann seine Karriere 1963 bei Coopers & Lybrand in Philadelphia, wechselte 1966 zu Pitney Bowes und 1980 zur H.J. Heinz Company. Im Dezember 1993 übernahm er den Vorsitz der angeschlagenen Metallgesellschaft.
Gemeinsam mit Henry Kissinger bildet er den Vorstand der American Academy in Berlin.
Er hat zwei Kinder und fünf Enkel. Mit seiner Frau lebt er in New York City.

## Publikation
- Von Berlin nach New York. Ein Leben in zwei Welten. Autobiografie. Bebra-Verlag, Berlin 2019, ISBN 978-3-89809-156-5